# Ahmed Keshkesh
Ahmed Keshkesh (arabe : احمد كشكش), né le 9 mars 1984 à Gaza en Palestine, est un footballeur professionnel palestinien évoluant au poste de milieu offensif.
Il joue actuellement pour le club jordanien d'Al Wahdat Al Quwaysimah.

## Biographie
Keshkesh est surtout connu pour avoir inscrit le premier but de son équipe contre l'équipe de Jordanie dans un match historique opposant les deux pays le 26 octobre 2008.

## Buts internationaux en équipe nationale
| #  | Date            | Lieu                 | Adversaire     | But | Résultat | Compétition                        |
| -- | --------------- | -------------------- | -------------- | --- | -------- | ---------------------------------- |
| 1. | 18 février 2004 | Doha, Qatar          | Taipei chinois | 8-0 | 8-0      | Qualifications Coupe du monde 2006 |
| 2. | 1er avril 2006  | Dhaka, Bangladesh    | Guam           | 1-0 | 11-0     | AFC Challenge Cup 2006             |
| 3. | 3 avril 2006    | Dhaka, Bangladesh    | Cambodge       | 1-0 | 4-0      | Qualifications Coupe du monde 2006 |
| 4. | 26 octobre 2008 | Al Ramm, Cisjordanie | Jordanie       | 1-0 | 1-1      | Match amical                       |
| 5. | 18 juillet 2009 | Tianjin, Chine       | Chine          | 1-0 | 1-3      | Match amical                       |